# Żółty Kocioł

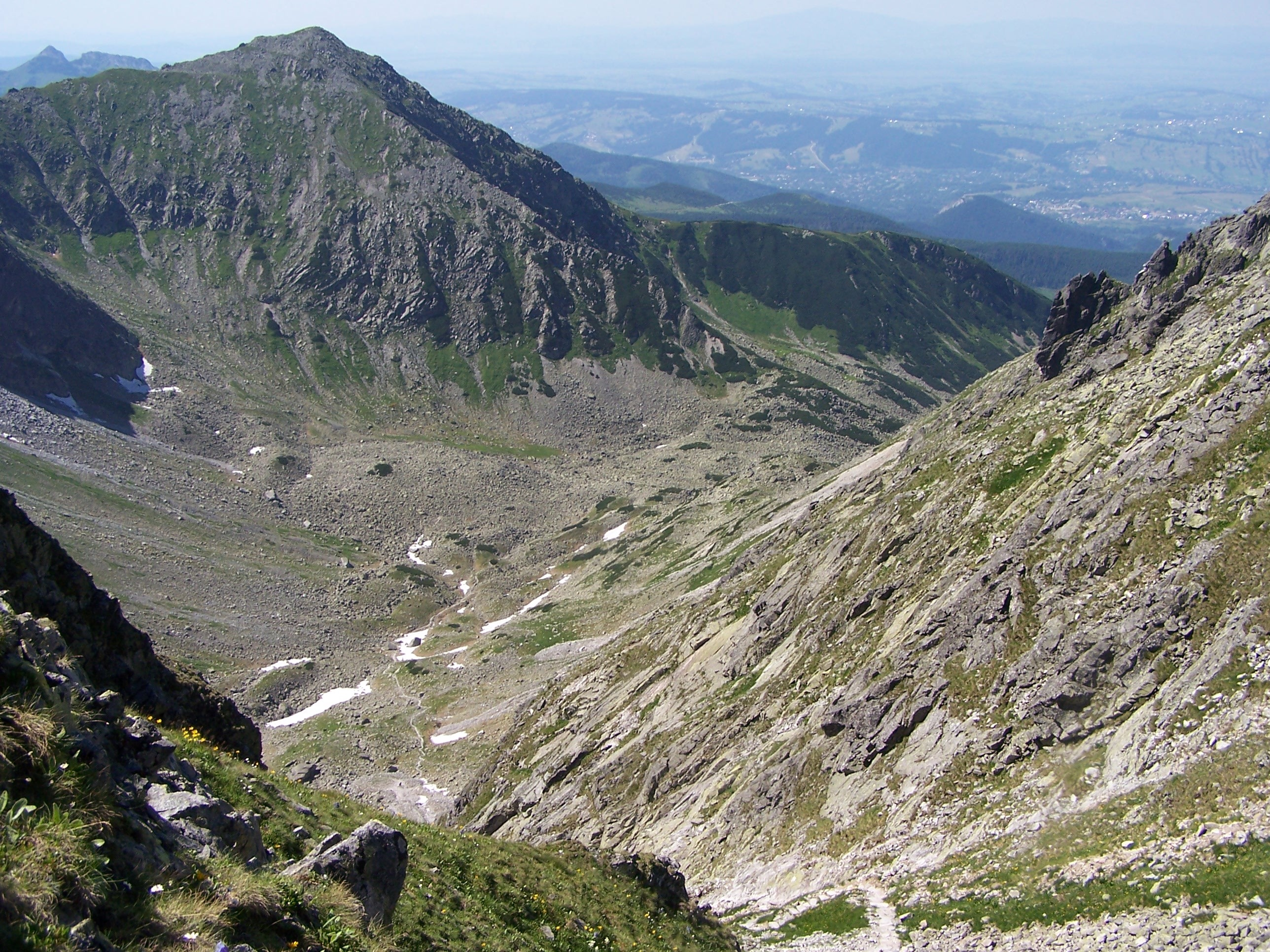

Żółty Kocioł – cyrk lodowcowy w dolinie Pańszczyca w polskich Tatrach Wysokich. Nazwę nadał mu Władysław Cywiński w 2013 r. Jest to suchy kocioł o dnie pokrytym głazami. Jego obramowanie od północy tworzy grzęda Małej Kopki, od południowego zachodu masyw Wierchu pod Fajki. Z Żółtej Przełęczy do Żółtego Kotła opada łatwy do przejścia żleb. Na jego dnie długo utrzymuje się śnieg.
Dnem Żółtego Kotła prowadzi szlak turystyczny na Krzyżne.

## Szlaki turystyczne
żółty szlak z Doliny Gąsienicowej na Krzyżne. Czas przejścia: 2:45 h, ↓ 2:05 h.